# Мустафа аль-Буга
Мустафа́ Ди́б аль-Буга́ (араб. مصطفى ديب البغا‎; род. 1938, Аль-Майдан, Дамаск, Сирия) — сирийский исламский богослов, правовед шафиитского мазхаба и доктор шариатских наук.

## Биография
Родился в Дамаске в районе Майдан в 1938-м году.
В 1959 году окончил Исламский институт Хасана аль-Майдани, основанный шейхом Хасаном Хабанака аль-Майдани. В 1963 году окончил факультет исламского законодательства в университете Дамаска. В 1974 году получил степень магистра и доктора на факультете исламского законодательства в университете Аль-Азхар. Тема его докторской диссертации — «Влияние доказательств, в которых имеются разногласия, в исламском праве».
Среди его учителей были такие известные богословы как: Хасан Хабанака аль-Майдани, Хайру Ясин (обучал чтению Корана), Хусейн Хаттаб (шейх чтецов Дамаска) и Мухаммад Карим Раджа-Шейх (один из чтецов Шама). На факультете исламского законодательства ему преподавали: Мухаммад Суба`и, Мухаммад аль-Мубарак, Мазан аль-Мубарак, Мухаммад Амин аль-Мисри, `Умар аль-Хаким, Вахба Сулейман аль-Альбани, Кады Мухаммад аш-Шамма`, Мухаммад аль-Мунтасир аль-Каттани, Абу Фаттах Абу Гудда, Мустафа Са`ид аль-Хинн, Ахмад Фахми Абу Сунна.

### Деятельность
Преподавал в средней школе в провинции аль-Хасака и ас-Сувайда. Затем преподавал на факультетах исламского законодательства в университете Дамаска (1978—2000 гг.), Катара (2000—2005 гг.), в университете «Ярмук» города Ирбид в Иордании (2006 г.). С 2008 года по настоящее время преподает в университете «Аль-`улюм аль исламийя аль-`алямийя» в Иордани.
Обучал фикху, хадисоведению, толкованию Корана (тафсир) и другим наукам в таких мечетях Дамаска, как: Масджид аль-имам аш-Шафи`и, Масджид аль-`Аввас, Масджид `Али ибн Абу Талиб, Масджид аль-Кайсари, Масджид Зайнуддин и др.
В 2016 году руководство Дагестанского исламского института (ДИУ) сообщило о том, что Мустафа аль-Буга приедет в Дагестан и будет преподавать в аспирантуре при ДИУ. Восьмого августа он прилетел в Махачкалу. По предварительной информации, аль-Буга пробудет в республике около полугода.

### Семья
Состоял в браке с четырьмя женами, с одной из которых развёлся. Имеет восемь сыновей. Старший из них, доктор Мухаммад аль-Хасан (род. 1966) получил степень доктора в науке усуль аль-фикх в университете Иордании, заведовал кафедрой исламского фикха. В 2008 году сменил Фарука аль-`Аккама на должности декана факультета исламского законодательства в университете Дамаска.

## Публикации
Шафиитский фикх
- Аль-Фикх аль-манхаджи `аля мазхаби аш-Шафии (Поклонение, семейные отношения, юридические нормы му`амалят). В трех томах. Написано в соавторстве с доктором Мустафой аль-Хинном и шейхом аль-Шарбаджи.
- Танвир аль-масалик (шарх с приведением доводов к «`Умдат ас-Салик ва `Умдат ан-Насик» Ибн Накыба) в двух томах.
- Тахзиб фи адилля матн аль-гаят ва ат-такриб (доводы к матну Абу Шуджа).
- Аль-Хадия аль-мардыя (шарх с приведением доводов к «Мукаддима аль-хадрамийя»).
- Тасхиль аль-масалик (однотомный шарх к «`Умдат ас-Салик»; в нём исключена тема освобождения рабов и сделано несколько дополнений).
- Тахкык к «Аль-Мукаддима аль-хадрамийя» Абдуллаха ибн Абдуррахмана аль-Хадрами.
- Тахкык и шарх с указанием источников «Аль-Манхадж аль-кавим шарх аль-мукаддима аль-хадрамийя» Ибн Хаджара аль-Хайтами (в соавторстве с доктором Мустафой аль-Хинном, Мухиддином Мисту, Али аль-Шарбаджи).
- Аль-Хавашийя аль-багъвийя `аля аль-мукаддима аль-хадрамийя.

Другие мазхабы
- Аль-фикх аль-ханафи аль-муяссар (Облегченный ханафитский фикх).
- Тухфату ар-радыя фи фикхи ас-садат аль-маликия (шарх на матн «`Ашмавийя»).
- Аль-`Уддат шарх `умдат фи фикхи имам Ахмад ибн Ханбаль. В трех томах.

Фикх четырёх мазбахов
- Фикх аль-`ибадат (Фикх поклонения: очищение, молитва, пост). В соавторстве с Салимом Рашиди и Фавазийя Дирхам.
- Фикх мазахиб арба`а би адиллятихи аль-хадж ва аль-`умра (Фикх четырёх мазхабов с доводами касательно хаджа и `умры).
- Фикх мазахиб арба`а би адиллятихи аз-закят (Фикх четырёх мазхабов с доводами касательно закята).
- Бухус фи аль-фикх аль-мукарин (Сравнительное изучение фикха).

Усуль аль-Фикх
- Асару аддилят аль-мухталифа фиха филь-фикхи исламийя (Влияние доказательств, в которых имеются разногласия, в исламском праве — докторская диссертация).
- Усуль аль-фикх исламийя.
- Бухус фи макасид ат-ташри`и аль-исламийя (Исследование целей исламского Шариата).
- Раудату-н-назир ва джаннат аль-муназир.

Коранические науки
- Тафсир аль-Джалялейн (тахкык с комментариями, указанием источников и перечислением причин ниспослания аятов, а также полезными дополнениями).
- «Мафахима аль-акран фи мубхимати аль-Кур`ан» имама ас-Суюти с комментариями и указанием источников.
- «Иткан фи `улюм аль-Кур`ан» имама ас-Суюти (в двух томах) с комментариями и указанием источников.
- «Асбаб ан-нузуль» имама аль-Вахиди ан-Нейсабури с комментариями и указанием источников.
- «Насих ва мансух филь-Кур`ан аль-Карим» имам Хибатуллаха ибн Саляма с комментариями и указанием источников.
- Манхадж аль-Кур`ан тарбави ва захира асбабу ан-нузуль.
- Аль-Вадых фи `улюм аль-Кур`ан (в соавторстве с Мухиддином Мисту).

Хадисоведение
- Нузхарат аль-мутакын фи шархи «Рияду ас-Салихин» имама ан-Навави. В двух томах, в соавторстве c доктором Мустафой аль-Хинном, Мухиддином Мисту и шейхами `Али аш-Шарбаджи и Мухаммадом Амином Латуфи.
- Аль-Вафи фи шарх «Арба`ин» (сорок хадисов) ан-Навави. В соавторстве c Мухиддином Мисту.
- Бухусу фи `улюм аль-хадис ва `улюмаху.
- Такриб фи `улюм аль-хадис имам ан-Навави (тахкык с комментариями).
- Мукаддима ибн ас-Салях фи `улюм аль-хадис (тахкык с комментариями).
- Аль-Кафи фи `улюм аль-хадис.